# Дневникът на мъртвите
„Дневникът на мъртвите“ (на английски: Diary of the Dead) е американски филм на ужасите от 2007 г. Премиерата му е на 8 септември 2007 г. на международния филмов фестивал в Торонто.

## Сюжет
Внимание:  Текстът по-долу разкрива сюжета на произведението (или части от него)!
След зомби пандемия, група студенти снимат хорър филм. Те записват събитията в документален стил, но скоро се оказват преследвани от зомбита.

## Актьорски състав
- Шон Робъртс – Тони Равело
- Джошуа Клоуз – Джейсън Крийд
- Мишел Моргън – Дебра Мойнихън
- Джо Динайкол – Елиът Стоун
- Скот Уентуърт – Андрю Максуел
- Ейми Лалонд – Трейси Търман